# ناصر البوريني
ناصر موسى توفيق عمران (البوريني) (وُلد في 26 مارس 1979) هو ضابط فلسطيني برتبة لواء. يشغل حالياً منصب مدير جهاز الارتباط العسكري، بالإضافة إلى كونه رئيساً للجنة الأمنية المشتركة (J.S.C) منذ 17 نوفمبر 2024.

## التحصيل العلمي
نال ناصر البوريني درجة البكالوريوس من جامعة القدس المفتوحة، ودرجة الماجستير في القيادة والتخطيط الاستراتيجي. وحصل البوريني على العديد من الدورات التدريبية المتميزة التي أسهمت في تعزيز خبراته ومهاراته في مجالات مختلفة. من أبرز هذه الدورات: دورة الصاعقة والمظلات، ودورة مكافحة الإرهاب، بالإضافة إلى دورة إدارة الأزمات والمفاوضات في مصر. كما شارك في دورة إعداد وتأهيل المدربين، ودورات متقدمة في حماية الشخصيات في روسيا. إلى جانب ذلك، تلقى تدريبًا في العمليات الاستراتيجية والتكتيكية بالتعاون مع الكنديين، وحضر عدة دورات متخصصة في التوجيه السياسي.

## الحياة العملية
انضم البوريني إلى الحرس الرئاسي الفلسطيني وبدأ عمله مع ياسر عرفات في الأول من يناير عام 1997، كما رافق الرئيس محمود عباس لسنوات عديدة. وفي 13 أبريل 2019، شغل منصب مدير عام أمن مجلس الوزراء والمساعد الأمني الخاص لرئيس الحكومة السابق.
في 17 نوفمبر 2024، عُين مديرًا عامًا لجهاز الارتباط العسكري.